# Collepino
Collepino è una frazione del comune di Spello (PG).

## Geografia
Il paese si trova ad un'altezza di 600 m s.l.m., sul fianco meridionale del monte Subasio: da esso si diparte la strada panoramica che collega Spello ad Assisi passando per la sommità del monte ed un'altra strada che, seguendo il fianco della montagna sempre verso Assisi, passa per Armenzano. Ai piedi del borgo si apre la valle solcata dal torrente Chiona. Collepino era abitato nel 2001 da 49 persone (secondo i dati ufficiali del XIV censimento della popolazione del 21 ottobre 2001), con una diminuzione del 23,4% rispetto alla popolazione censita nel 1971 e costituita da 64 unità (sulla base dei dati ufficiali dell'XI censimento della popolazione del 24 ottobre del 1971). Il territorio di Collepino è totalmente inserito all'interno del parco regionale del monte Subasio. La distanza del paese da Spello è di 7 km e dal capoluogo regionale (Perugia), di 35 km circa, in massima parte percorribili sulla strada statale 75 Centrale Umbra (SS 75) e sulla strada regionale 75 bis del Trasimeno (SR 75 bis), entrambe strutturate come superstrade.

## Clima
Il clima di Collepino è di tipo temperato sublitoraneo con una media annuale di 12,3 °C ed è caratterizzato da inverni freddi ma non rigidi (la temperatura media dei mesi più freddi, gennaio e febbraio, è di 4,5 °C) ed estati con temperature diurne calde, ma non torride (la media delle temperature massime del mese più caldo, agosto, è di 29 °C), e notti generalmente temperate e talvolta fresche (la media delle temperature minime dei mesi di luglio e agosto è di 15 °C). Nel corso dell'anno si registrano 43 giorni circa di gelo distribuiti nel periodo che va da ottobre ad aprile. Le precipitazioni sono generalmente comprese fra i 650 e i 700 mm annuali. Nei mesi invernali possono prodursi saltuariamente precipitazioni di carattere nevoso (mediamente 5 o 6 giorni all'anno)
| Collepino (PG)      | Gen  | Feb  | Mar | Apr | Mag | Giu | Lug | Ago | Set | Ott | Nov | Dic | Anno |
| ------------------- | ---- | ---- | --- | --- | --- | --- | --- | --- | --- | --- | --- | --- | ---- |
| Tp. max. media (°C) | 8    | 8    | 12  | 16  | 21  | 25  | 29  | 29  | 24  | 19  | 13  | 9   | 17,0 |
| Tp. min. media (°C) | 1    | 1    | 3   | 6   | 10  | 13  | 15  | 16  | 13  | 10  | 6   | 3   | 7,6  |
| Giorni di gelo      | 10,9 | 11,5 | 7,3 | 1,5 | 0   | 0   | 0   | 0   | 0   | 0,2 | 2,9 | 8,8 | 43,1 |
| Precipitazioni (mm) | 56   | 62   | 60  | 78  | 59  | 36  | 23  | 20  | 49  | 69  | 92  | 76  | 680  |
| Neve (giorni)       | 1,2  | 2,1  | 0,9 | 0   | 0   | 0   | 0   | 0   | 0   | 0   | 0,2 | 1,2 | 5,6  |

## Storia
L'origine è probabilmente anteriore al XIII secolo: il paese nacque come colonia dei boscaioli e pastori della vicina abbazia benedettina di San Silvestro, diventandone successivamente il baluardo difensivo da scorribande e saccheggi.
L'abbazia venne costruita, secondo la tradizione, nel 1025 da san Romualdo, il fondatore dei camaldolesi, a circa 2 km di distanza e a 715 m s.l.m., in direzione della cima del monte.
La chiesa accrebbe in breve tempo la propria importanza: Alessandro III la pose sotto la protezione della Santa Sede nel 1178, assicurandone il cospicuo patrimonio di chiese ed edifici nel territorio spellano.
Tuttavia, nel 1236, dopo un periodo di decadenza, l'abbazia venne soppressa ed i suoi beni spartiti tra alcuni monasteri di Spello e Spoleto.
Nel XV secolo, l'abbazia passò alle dipendenze del parroco di Collepino (fino al 1875).
Vari conflitti successivi crearono ulteriori problemi all'abbazia: quando, nel 1535, ospitò alcuni seguaci della famiglia perugina dei Baglioni (avversa al papato), venne fatta distruggere da Paolo III.
Madre Maria Teresa dell'Eucaristia, fondatrice delle Piccole Sorelle di Maria, dopo aver scoperto nel 1969 la chiesetta cadente dell'antica abbazia, ha interamente realizzato nei pressi della stessa l'Eremo della Trasfigurazione, inaugurandolo il 6 agosto del 1972.

## Economia e manifestazioni
La coltivazione dell'olivo rappresenta una delle principali fonti d'introito economico per gli abitanti del paese.
In occasione di San Silvestro (31 dicembre), patrono del paese, viene distribuito pane benedetto anche agli animali, secondo la tradizione locale, per assicurarne la protezione dalle malattie.

## Monumenti e luoghi d'arte
- Castello di Collepino, in ottimo stato di conservazione; alcune abitazioni, attualmente restaurate, furono utilizzate un tempo come residenze della guarnigione a protezione dell'abbazia;
- Eremo della Trasfigurazione e resti dell'Abbazia di San Silvestro (1025), in stile romanico. Più piccola dell'originale abbazia, di essa rimangono una parte del presbiterio, la cripta ed una probabile torre campanaria; all'interno, viene anche conservato un sarcofago romano.
- Fonte di S. Silvestro, tradizionalmente considerata efficace per le donne che devono allattare i propri figli;
- Chiesa della Madonna della Spella, quasi sulla sommità del monte.